# Маяк (журнал)
«Маяк» — журнал, що виходив у Санкт-Петербурзі в 1840—1845 рр.

Видання цензора П. О. Корсакова та корабельного інженера С. Бурачка (з 1844 — лише Бурачка, який відомий різкими нападами на О. Пушкіна, М. Лермонтова, М. Гоголя). Реакційні виступи журналу викликали протест з боку російської критики (В. Бєлінського, О. Герцена, А. Григор'єва). У журналі послідовно друкували твори українських письменників Т. Шевченка (поема «Безталанный», уривок з драми «Никита Гайдай»), О. Корсуна (вірші «Рідна сторона», «Могила», «Кохання», «До Шевченка»), Г. Квітки-Основ'яненка (оповідання «Перекотиполе», «Купований розум»), окремі твори П. Гулака-Артемовського, Є. Гребінки, О. Афанасьєва-Чужбинського (уривок «Бувальщина» із щоденника), статті А. Метлинського, І. Срезневського.